# Campionati mondiali di ginnastica artistica 1999
I Campionati mondiali di ginnastica artistica 1999 sono stati la 34ª edizione della competizione. Si sono svolti a Tientsin, in Cina.

## Podi
| Evento                 | Oro                                                                                                | Argento | Bronzo |
| Uomini                 | | | |
| All-Around a squadre   | Cina Dong Zhen Huang Xu Li Xiaopeng Lu Yufu Xing Aowei Yang Wei                                    | Russia Aleksej Bondarenko Nikolaj Krjukov Aleksej Nemov Maksim Alёšin Rašid Kasumov Evgenij Podgornyj             | Bielorussia Ivan Ivankoŭ Aljaksandr Kružiloŭ Dzmitryj Kaspjarovič Aljaksandr Šostak Vital' Rudnicki Ivan Paŭloŭski |
| All-Around individuale | Nikolaj Krjukov                                                                                    | Naoya Tsukahara                                                                                                   | Jordan Jovčev |
| Corpo libero           | Aleksej Nemov                                                                                      | Gervasio Deferr                                                                                                   | Xing Aowei |
| Cavallo con maniglie   | Aleksej Nemov                                                                                      | Marius Urzică | Nikolaj Krjukov |
| Anelli                 | Dong Zhen                                                                                          | Szilveszter Csollány                                                                                              | Dimosthenis Tampakos                                                                                               |
| Volteggio              | Li Xiaopeng                                                                                        | Jevgēņijs Saproņenko                                                                                              | Dieter Rehm |
| Parallele simmetriche  | Lee Joo-Hyung                                                                                      | Aleksej Bondarenko Naoya Tsukahara                                                                                | non assegnato |
| Sbarra                 | Jesús Carballo                                                                                     | Alexander Jeltkov                                                                                                 | Yang Wei |
| Donne                  | | | |
| All-Around a squadre   | Romania Maria Olaru Andreea Răducan Simona Amânar Andreea Isarescu Corina Ungureanu Loredana Boboc | Russia Elena Produnova Elena Zamolodčikova Svetlana Chorkina Ekaterina Lobaznjuk Evgenija Kuznecova Anna Kovalёva | Ucraina Viktorija Karpenko Tetjana Jaroš Inha Škarupa Ol'ha Teslenko Ol'ha Rozščupkina Natalija Horodny            |
| All-Around individuale | Maria Olaru                                                                                        | Viktorija Karpenko                                                                                                | Elena Zamolodčikova                                                                                                |
| Volteggio              | Elena Zamolodčikova                                                                                | Simona Amânar | Maria Olaru |
| Parallele asimmetriche | Svetlana Chorkina                                                                                  | Huang Mandan | Ling Jie |
| Trave                  | Ling Jie                                                                                           | Andreea Răducan                                                                                                   | Ol'ha Rozščupkina                                                                                                  |
| Corpo libero           | Andreea Răducan                                                                                    | Simona Amânar | Svetlana Chorkina                                                                                                  |

## Medagliere
| Posiz. | Nazione       | Oro | Argento | Bronzo | Totale |
| ------ | ------------- | --- | ------- | ------ | ------ |
| 1      | Russia        | 5   | 3       | 3      | 11     |
| 2      | Cina          | 4   | 1       | 3      | 8      |
| 3      | Romania       | 3   | 4       | 1      | 8      |
| 4      | Spagna        | 1   | 1       | 0      | 2      |
| 5      | Corea del Sud | 1   | 0       | 0      | 1      |
| 6      | Giappone      | 0   | 2       | 0      | 2      |
| 7      | Ucraina       | 0   | 1       | 2      | 3      |
| 8      | Canada        | 0   | 1       | 0      | 1      |
| 8      | Lettonia      | 0   | 1       | 0      | 1      |
| 8      | Ungheria      | 0   | 1       | 0      | 1      |
| 11     | Bielorussia   | 0   | 0       | 1      | 1      |
| 11     | Bulgaria      | 0   | 0       | 1      | 1      |
| 11     | Grecia        | 0   | 0       | 1      | 1      |
| 11     | Svizzera      | 0   | 0       | 1      | 1      |
| Totale | Totale        | 14  | 15      | 13     | 42     |